# دهانات الجزيرة
شركة دهانات الجزيرة تأسست في عام 1979 بمدينة الرياض، بالمملكة العربية السعودية. تعمل في مجال صناعة الدهانات وتصل طاقتها الإنتاجية إلى نحو 400,000 طن سنوياً.

## نبذة
تمكنت شركة دهانات الجزيرة من تبوؤ مركز الريادة في تطوير وإنتاج دهانات إبداعية عالية الجودة، تتميز بأنها مسؤولة بيئياً إضافة إلى أنها صممت لتلبي متطلبات واحتياجات العملاء سواء كانت صناعية أو تجارية أو شخصية، وتنامت قدرة الشركة على إنتاج المنتجات عالية الجودة، ليتجاوز عددها 450 منتجاً وتصل طاقتها الإنتاجية إلى نحو400,000 طن سنوياً، من مجرد 4000 طن سنوياً عند التأسيس. يعود ارتفاع طاقتها الإنتاجية إلى امتلاكها لخمسة مصانع، أربعة منها في المملكة العربية السعودية، وآخر في جمهورية مصر العربية، والذي تم افتتاحه عام 2021. 